# Хан, Самиулла
Самиулла Хан (урду حنیف خان‎, англ. Samiullah Khan, 6 сентября 1951, Бахавалпур, Пакистан) — пакистанский хоккеист (хоккей на траве), нападающий. Бронзовый призёр летних Олимпийских игр 1976 года. Двукратный чемпион мира 1978 и 1982 годов.

## Биография
Самиулла Хан родился 6 сентября 1951 года в пакистанском городе Бахавалпур.
В 1976 году вошёл в состав сборной Пакистана по хоккею на траве на летних Олимпийских играх в Монреале и завоевал бронзовую медаль. Играл на позиции нападающего, провёл 6 матчей, мячей не забивал.
В 1978 и 1982 годах в составе сборной Пакистана завоевал золотые медали чемпионата мира, в 1974, 1978 и 1982 годах — хоккейных турниров летних Азиатских игр, в 1978 и 1980 годах — Трофея чемпионов. В 1982 году был вице-капитаном на чемпионате мира и капитаном на Азиаде, тогда же завершил международную карьеру.
В 1971—1982 годах провёл за сборную Пакистана 155 матчей, забил 55 мячей. Сочетал на поле высокую скорость и отличный контроль мяча, за что заслужил прозвище «Летающая лошадь».
В 1983 году удостоен награды Pride of Perfomance.
По окончании игровой карьеры стал тренером. Тренировал сборную Пакистана по хоккею на траве, покинув пост в 2005 году.
В 2014 году награждён орденом Совершенства.

## Семья
Младший брат Самиуллы Хана Калимулла Хан (род. 1958) и дядя Мотиулла Хан (род. 1938) также играли за сборную Пакистана по хоккею на траве. Мотиулла Хан стал чемпионом летних Олимпийских игр 1960 года, серебряным призёром Игр 1956 и 1964 годов. Калимулла Хан завоевал золото летних Олимпийских игр 1984 года.